# Lito Vitale

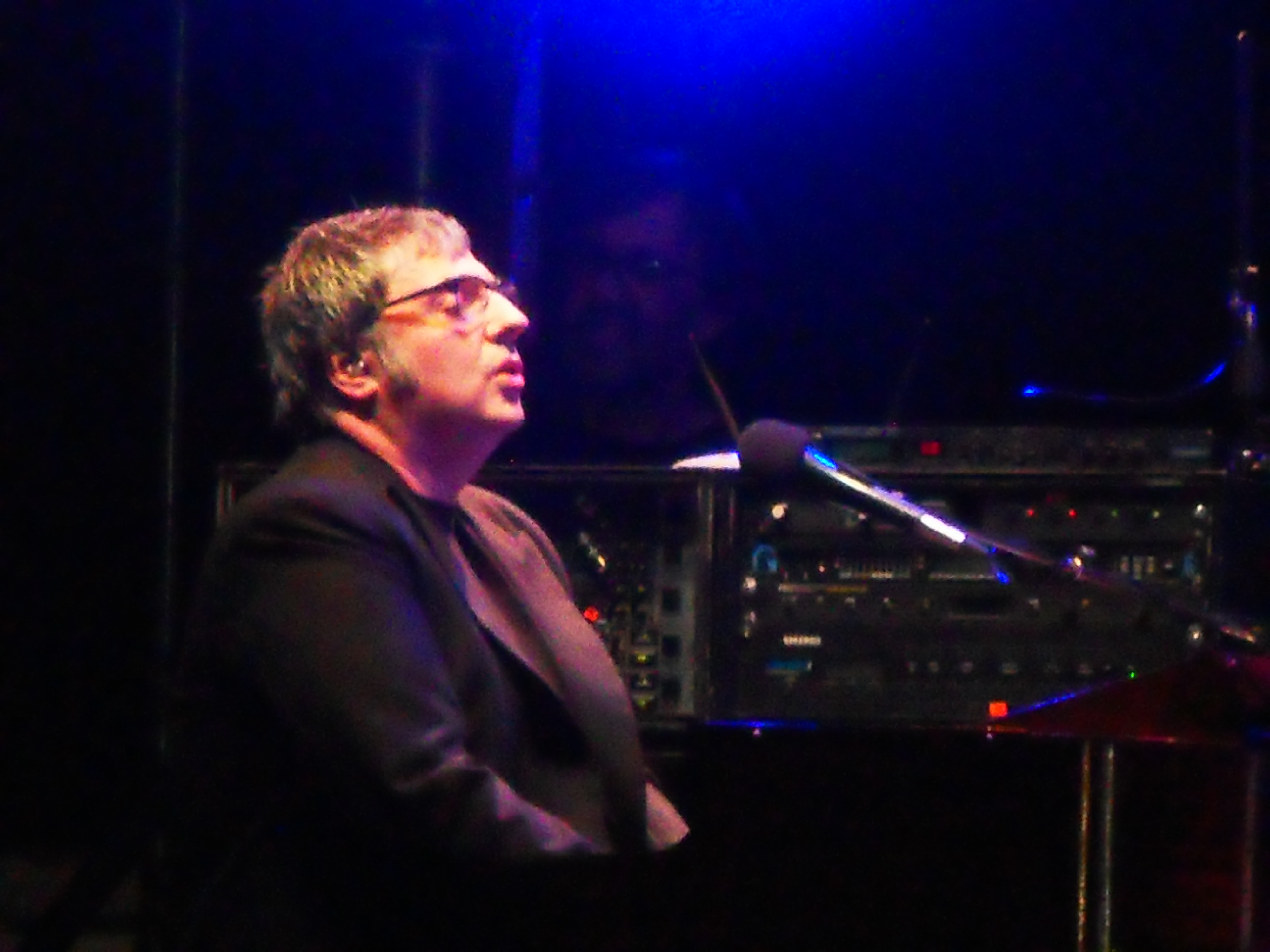
Lito Vitale

Héctor Facundo „Lito“ Vitale (* 1. Dezember 1961 in Villa Adelina, Provinz Buenos Aires) ist ein argentinischer Rockmusiker, der als Keyboarder und Pianist, Schlagzeuger und Komponist
aktiv ist.
1975 gründete Vitale die Los Músicos Independientes Asociados (MIA), ein Projekt, an dem insgesamt etwa 50 Musiker, außerdem auch Tontechniker, Beleuchter usw. mitwirkten. Bis 1979 entstanden hier vier Alben. In dieser Zeit war er auch Mitglied von Luis Alberto Spinettas Band Spinetta Jade und arbeitete mit Dino Salvazi und Manolo Juárez zusammen.
1980 entstand sein erstes eigenes Album  Sobre Miedos, Creencias y Supersticiones. 1985 schloss er sich mit Bernardo Baraj und Lucho González zur Gruppe El Trio zusammen, deren gleichnamiges Debütalbum etwa 35.000 Mal verkauft wurde. In einem zweiten Trio arbeitete er mit González und Jorge Cumbo zusammen. 1988 gründete er das Lito Vitale Cuarteto (mit Marcelo Torres, Manuel Miranda und Christian Judurcha), dessen Debütalbum Ese Amigo de Alma allein in Argentinien 200.000 Mal verkauft wurde.
Von 1992 bis 1995 und von 1998 bis 2000 hatte Vitale eine Late-Night-Show auf Canal 13, in der er populäre Musiker und Musik vorstellte und zu der er auch Schauspieler, Maler und Journalisten einlud. Die Sendung wurde 1994 mit dem Premio Martín Fierro ausgezeichnet wurde. Seit den 1980er Jahren komponierte er auch Musik zu Fernseh- und Kinofilmen. Eine Auswahl darauf veröffentlichte er 1995 auf dem Album Pantallas. Im gleichen Jahr erschien das Album La memoria del tiempo mit Arrangements klassischer Kompositionen, an dem neben Vitale selbst u. a. die Sänger Mercedes Sosa, Jairo, Sandra Mihanovich, Litto Nebbia und Juan Carlos Baglietto mitwirkten.
2003 präsentierte Vitale mit seinem Quintett und den Gästen Ernesto Snajer, Diego Clemente, Guido Martínez, Pipi Piazzolla und Martín González das Programm Un solo destino. Mit einem neuen Quartett veröffentlichte er 2005 das Album Vivo en Argentina. 2007 erschien mit El otro das erste Album, auf dem Vitale als Gitarrist und Sänger zu hören ist.

## Diskographie
- MIA: Transparencias, 1976
- MIA: Mágicos juegos del tiempo, 1977
- MIA: Cornostípicum, 1978
- MIA: Conciertos, 1979
- Sobre miedos, creencias y supersticiones, 1980
- Quitapenas, 1983
- A dos pianos, 1984
- Cumbo-Vitale-González, 1985
- Solo, 1985
- El Trio, 1985
- Baraj/Vitale/González, 1986
- Lito Vitale Cuarteto, 1987
- El Grito Sagrado, 1988
- En solitario, 1988
- Ese amigo del alma, 1988
- La senda infinita, 1989
- Viento sur, 1990
- La excusa, 1991
- Un día antes de ayer, 1991
- Sobre riesgos y memorias, 1992
- Kuarahy, 1992
- La cruz del sur, 1993
- Mas allá del mar, 1994
- Cuentos de la media luna, 1994
- Juntando almas, 1995
- Juntando almas II - La memoria del tiempo, 1995
- Pantallas, 1995
- Solo piano, 1996
- Laberinto sin ley, 1997
- Cuando el río suena, 1997
- Tracción a cuerda, 1997
- Desde casa, 1998
- Día del Milenio, 2000
- Todos estos años (6 CDs), 2001
- Música para soñar y reposar - Volumen I: Rock argentino, 2002
- Música para soñar y reposar - Volumen II: Tango y Foklore argentino, 2002
- Música para soñar y reposar - Volumen III: Originales, 2002
- Un solo destino, 2002
- Cuatro calmas, 2004
- Vivo en Argentina, 2005
- El otro, 2007

## Filmographie (als Komponist)
- 1982: El agujero en la pared – Regie: David José Kohon
- 1986: Diapasón – Regie: Jorge Polaco
- 1989: El Acto – Regie: Héctor Fáver
- 1992: La memoria del agua – Regie: Héctor Fáver
- 1992: Con un nudo en la garganta – Regie: Alberto Papo
- 1992: Siempre es difícil volver a casa – Regie: Jorge Polaco
- 1993: El condenado – Regie: Sebastián Valiño
- 1995: Torturados por las rosas – Regie: Eugenia Kleber
- 1995: Der Grundbesitzer (Patrón) – Regie: Jorge Rocca
- 1996: Juego limpio – Regie: Hebert Posse Amorim
- 2000: Violeta Friedman (Babi) – Regie: Eugenia Kleber
- 2000: Invocación – Regie: Héctor Fáver
- 2001: Cabeza de tigre – Regie: Claudio Etcheberry
- 2004: El nüremberg argentino – Regie: Miguel Rodríguez Arias, Carpo Cortés
- 2005: Elsa & Fred (Elsa y Fred) – Regie: Marcos Carnevale
- 2007: Tocar el cielo – Regie: Marcos Carnevale
- 2007: Vida de circo – Regie: Gabriel Nicoli, Pablo Nicoli
- 2009: Anita – Regie: Marcos Carnevale
- 2015: Argentinia – Regie: Carlos Saura